# Freemans Bay
Freemans Bay est un faubourg d'Auckland. Il est bordé au sud par Grey Lynn et Newton, à l'ouest par Ponsonby, au nord par Saint Marys Bay, et à l'est par Auckland CBD.